# Жаны-Арык (Араванский район)
Жаны-Арык (кирг. Жаңы-Арык) — село в Араванском районе Ошской области Кыргызстана. Входит в состав Мангытского айылного аймака.

## География
Село расположено в западной части области, на правом берегу реки Аравансай, на расстоянии приблизительно 8 километров (по прямой) к юго-востоку от села Араван, административного центра района. Абсолютная высота — 885 метров над уровнем моря.

## Население
Согласно оценочным данным Национального статистического комитета Кыргызской Республики, численность населения села на начало 2023 года составляла 2587 человек.
| год     | 2009 | 2014 | 2015 | 2020 | 2021 | 2023 |
| ------- | ---- | ---- | ---- | ---- | ---- | ---- |
| человек | 1769 | 2176 | 2172 | 2453 | 2538 | 2587 |